# فرودگاه گریم‌بل
فرودگاه گریم‌بل (به انگلیسی: Greem Bell) یک فرودگاه نظامی است که یک باند فرود علامت سؤال دارد و طول باند آن ۲۱۲۵ متر است. این فرودگاه در کشور روسیه قرار دارد و در ارتفاع ۹ متری از سطح دریا واقع شده‌است.